# India Navigation
India Navigation was een onafhankelijk Amerikaans platenlabel, die van de jaren zeventig tot begin jaren negentig actief was. Het label, opgericht door Bob Cummins, was gespecialiseerd in jazz en dan vooral avant-garde-jazz.
Artiesten van wie werk op het label uitkwam, waren onder meer:
- Air
- Chet Baker en Lee Konitz
- Anthony Davis
- Arthur Blythe
- Chico Freeman
- Jay Hoggard
- Leroy Jenkins
- Cecil McBee
- David Murray
- James Newton
- Revolutionary Ensemble
- Pharoah Sanders